# Jéna
Jéna (németül: Jena) város Németországban, Türingia tartományban. Lakóinak száma 105 129 fő (2010. december 31-ei adat).

## Fekvése
Jéna a közép-németországi Türingia tartományban, a Saale folyó mentén fekszik.

## Története
Jéna első említése 1236-ból való. A város sokáig kereskedelméről volt nevezetes, egészen – 1558-ig – az egyetem megalapításáig.
A jénai egyetem megalapítására azután került sor, hogy V. Frigyes pfalzi választófejedelem V. Károly német-római császárral szemben az 1546-1547. évi schmalkaldeni háborúban fejedelemségének nagyrészével együtt a wittembergi egyetemet is elvesztette, ami miatt új egyetem alapítását határozta el. Az egyetem 1785-1819 között érte el fénykorát. Ebben az időszakban az egyetemen többek között olyan világszerte ismert tudósok oktattak, mint Friedrich Schiller, a költő és történész, Johann Gottlieb Fichte, Friedrich Wilhelm Joseph Schelling, valamint August Wilhelm Schlegel filozófiaprofesszorok, Georg Wilhelm Friedrich Hegel magántanár, majd filozófiaprofesszor.
Az egyetem hallgatói ebben az időszakban alapították meg az első diákszövetséget (Urburschhenschaft) is.
A jénai egyetem később Schiller nevét vette fel, a 19. század további éveiben is igen haladónak számított. Karl Marx 1841-ben itt lett a filozófia doktorává "A demokritoszi és az epikuroszi természetfilozófia különbségéről" című disszertációjával.
1806. október 14-én Napóleon legyőzte a porosz hadsereget a jénai csatában.
A 19. század második felében jéna jelentős ipari központtá vált.
1945-ben, a második világháború végén amerikai és brit repülők erősen bombázták a várost. A középkori városrész nagy része rommá lett. A bombázások következtében 153-an haltak meg.

## Városrészek
| Városrész neve        | terület (km²) | Lakosság (2005) | Csatlakozás Jénához |
| --------------------- | ------------- | --------------- | ------------------- |
| Jena                  | 29,88         | 66.308          | –                   |
| Ammerbach             | 4,57          | 462             | 1922                |
| Closewitz             | 4,11          | 145             | 1994                |
| Cospeda               | 3,36          | 1.302           | 1994                |
| Drackendorf           | 3,65          | 706             | 1994                |
| Göschwitz             | 2,26          | 584             | 1969                |
| Ilmnitz               | 1,64          | 256             | 1994                |
| Isserstedt            | 6,85          | 840             | 1994                |
| Jenaprießnitz/Wogau   | 7,52          | 1.262           | 1994                |
| Krippendorf           | 3,15          | 127             | 1994                |
| Kunitz/Laasan         | 8,02          | 836             | 1994                |
| Leutra                | 4,68          | 127             | 1994                |
| Lichtenhain           | 2,12          | 976             | 1913                |
| Lobeda                | 3,21          | 1.542           | 1946                |
| Löbstedt              | 0,54          | 706             | 1922                |
| Lützeroda             | 1,44          | 164             | 1994                |
| Maua                  | 3,34          | 369             | 1994                |
| Münchenroda/Remderoda | 5,29          | 317             | 1994                |
| Vierzehnheiligen      | 1,98          | 94              | 1994                |
| Wenigenjena           | 4,76          | 10.521          | 1909                |
| Winzerla              | 4,99          | 11.379          | 1922                |
| Wöllnitz              | 2,62          | 568             | 1946                |
| Ziegenhain            | 2,50          | 385             | 1913                |
| Zwätzen               | 5,46          | 2.556           | 1922                |

## Gazdaság
A város optikai és üvegiparáról nevezetes. Carl Zeiss 1846-ban alapította kis műhelyét. Zeissnek az Ernst Abbe fizikussal és Otto Schott-tal kialakított együttműködése révén világhírűvé vált a gyár. A város látnivalói közé tartozik a Zeiss-planetárium.
A város híres hőállóüveg-gyártásáról, emiatt nevezik Magyarországon a hőálló üvegből készült konyhai edényeket jénai edénynek.

## Közlekedés

### Közúti közlekedés
A várost érinti az A4-es autópálya.

## Oktatás
A Schiller nevét viselő egyetem alapítása az 1548-tól működő evangélikus gimnázium fejlesztésével történt.
Egyetemét 1558. február 22-én nyitották meg. A 18-19. század fordulóján tanított itt Schiller, Fichte, Schelling, Schlegel és Hegel is. Ezért is nevezhető a város a német idealista filozófia és a német romantika egyik központjának. Az egyetemen tanított Friedrich Ludwig Gottlob Frege, akinek Rudolf Carnap a tanítványa volt.

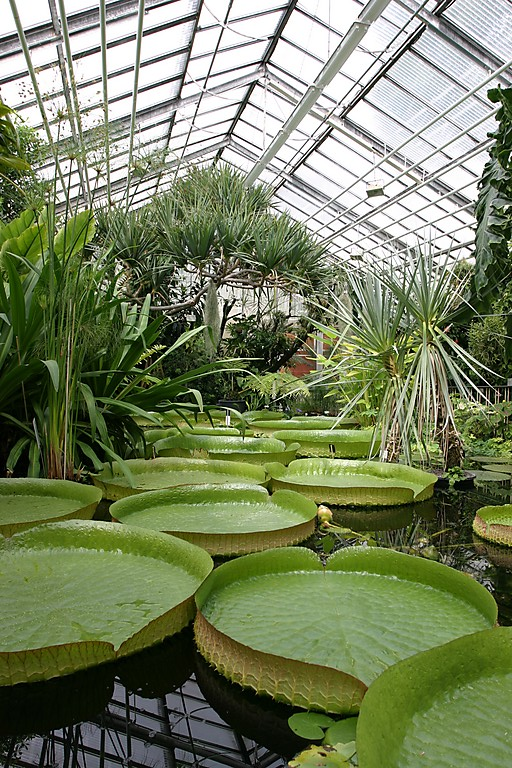
A jénai botanikus kert

## Polgármesterek
| - 1922–1933: Dr. Alexander Elsner - 1933–1945: Armin Schmidt - 1945: Dr. Löhnis - 1945–1946: Dr. Heinrich Troeger - 1946–1947: Heinrich Mertens - 1947(?)–1952: Dr. Herdegen - 1952–1953: Hans Meier - 1953–1960: Fritz Kunst | - 1960–1963: Heinz Wessel - 1963–1987: Walter Windrich - 1987–1989(?): Hans Span - 1989(?)–1990: Martin Otto - 1990–2006: Dr. Peter Röhlinger - 2006–2018: Dr. Albrecht Schröter - 2018 óta: Dr. Thomas Nitzsche |

## Látványosságok
- Botanikus kert
- Goethe emlékhely a botanikus kertben
- A világ első planetáriuma
- Optikai múzeum
- Filharmónia
- Kulturarena
- Volkshaus Jena – Jénai népház

## Testvértelepülések
- Románia Lugos, 1983, újból 1993
- Németország Erlangen 1987
- Nicaragua San Marcos 1996
- Franciaország Aubervilliers, 1999